# Pardosa atomaria
Pardosa atomaria là một loài nhện trong họ Lycosidae.
Loài này thuộc chi Pardosa. Pardosa atomaria được Carl Ludwig Koch miêu tả năm 1847.